# 噛むとフニャン feat.Astro
「噛むとフニャン feat.Astro」（かむとフニャン フィート・アストロ）は、日本のファッションモデルである佐々木希の1枚目のシングルである。2010年7月21日発売。同年6月16日に着うた先行配信された。

## 概要
- CMソングとして、たむらぱんが歌った「狼少年ケンのテーマ」の替え歌のカバー。CD化するにあたり、CMで使用されていた部分以外のパートを、新たに岩渕マサルが作曲した。
- 期間生産限定盤には、CDに加え、PV・ダンスレッスンビデオを収録したDVDが付いている。
- 2014年10月より、ロッテ狭山工場に近い西武新宿線新狭山駅の発車メロディとして使用されている。

## 収録曲
1. 噛むとフニャン feat.Astro
作詞：was、hight28%、pepue、林尚司、作曲：masaru iwabuchi
原曲 - 作詞：月岡貞夫、作曲：小林亜星
ロッテ「Fit's」TVCMソング
2. 噛むとフニャン feat.Astro (SWG Remix)
3. 噛むとフニャン feat.Astro ガールズカラオケ
4. 噛むとフニャン feat.Astro メンズカラオケ